# Colton Herta
Colton Thomas Herta, mais conhecido como Colton Herta (Valencia, 30 de março de 2000) é um automobilista norte-americano que compete na IndyCar Series pela equipe Andretti Global com  Curb Agajanian. Ele estreou na categoria em 2018 pela Harding Racing, e no ano seguinte, se tornou o mais jovem a vencer uma prova da Indy. Foi vice-campeão da Indy Lights em 2018 e vice-campeão da IndyCar em 2024. No mesmo ano, ele venceu as 12 Horas de Sebring. É filho de Bryan Herta, ex-piloto da Indy e da ChampCar, e proprietário da Bryan Herta Autosport.

## Carreira
Herta começou no kart aos seis anos, iniciando a carreira profissional em 2010. Dentre suas conquistas, ele foi bicampeão americano na classe cadete. Em 2013, disputou a Pacific Formula F1600, tendo uma temporada dominante, estando no Top-2 em todas as quinze corridas disputadas e vencendo dez. Em 2014, estreou profissionalmente no automobilismo, disputando a temporada da U.S. F2000 pela JAY Motorsports, terminando o campeonato em 15º lugar, com 115 pontos. Correu também na MSA Formula em 2015 pela equipe Carlin, ao lado do romeno Petru Florescu e do britânico Lando Norris, futuro astro da Fórmula 1. Herta venceu quatro provas, fez mais sete pódios e foi o terceiro no campeonato, ficando atrás do vice Ricky Collard por 16 pontos e do campeão Norris por 58 pontos.
Herta participou de duas rodadas da Fórmula 3 Britânica em 2016 pela Carlin, vencendo a corrida 3 de Brands Hatch e fazendo mais dois terceiros lugares em Oulton Park. No mesmo ano, o norte-americano disputou a Eurofórmula Open com a Carlin, vencendo quatro provas, fazendo mais três pódios e fechando o ano em terceiro, com 199 pontos. Já na Fórmula 4 Espanhola, ele ficou com o vice-campeonato, perdendo para Leonardo Pulcini por onze pontos

## Indy Lights

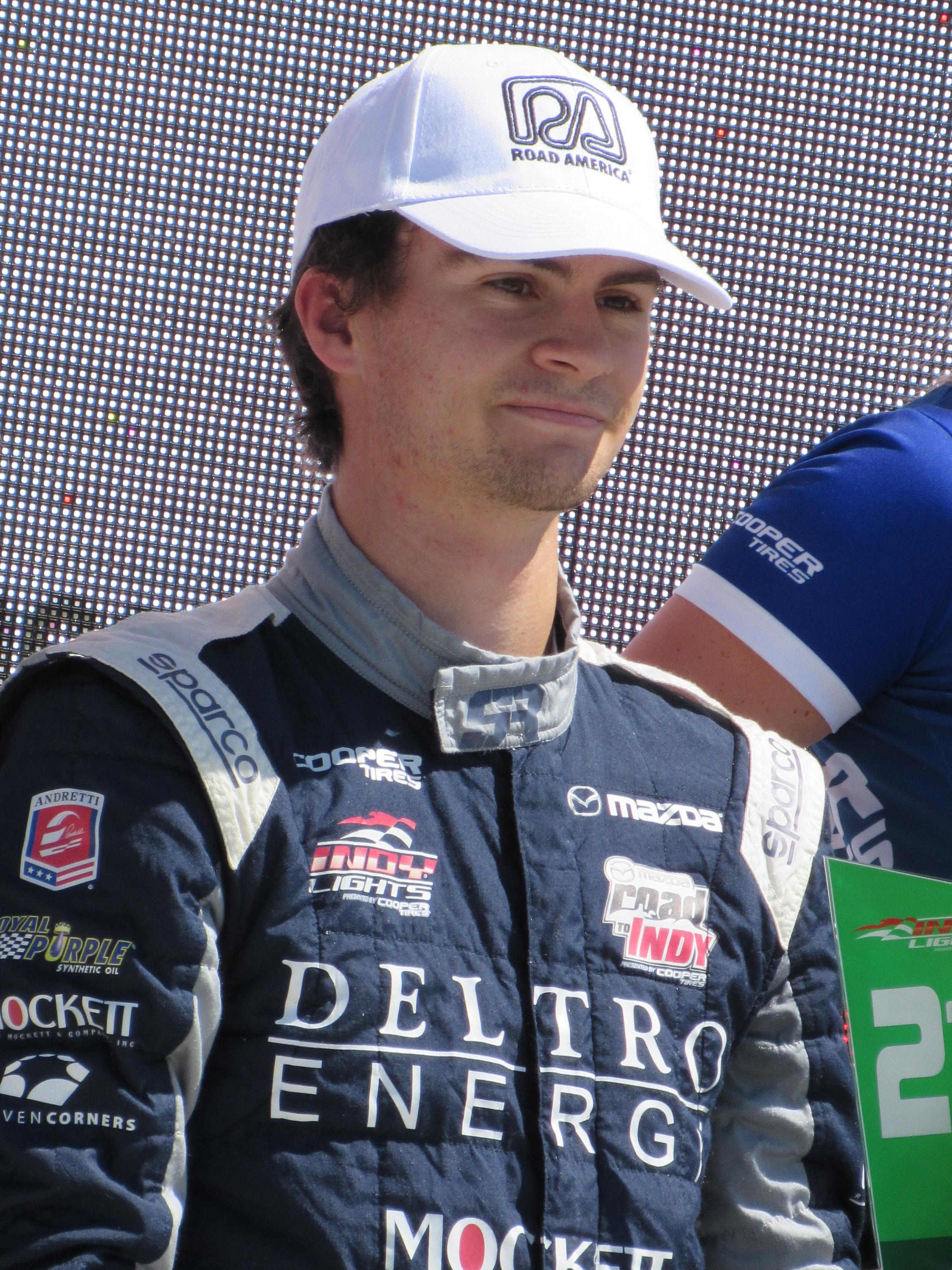
Herta em 2018, em prova de Road America na Indy Lights

Em 2017, Colton Herta assinou com a equipe Andretti Autosport para competir na Indy Lights. Em sua temporada de estreia, Herta venceu duas vezes nas corridas 2 de São Petersburgo e Alabama, fez mais cinco pódios e ficou em terceiro na classificação geral, somando 300 pontos. Dentre os rookies, Herta foi o campeão, superando o brasileiro Matheus Leist por 21 pontos.
Herta seguiu na equipe para 2018, entrando como um dos favoritos ao título. Ele venceu quatro vezes e frequentou o pódio em treze das dezessete etapas, mas foi superado pelo mexicano Pato O'Ward, que dominou a temporada ao acumular nove vitórias e fazer 491 pontos, tendo 54 de vantagem sobre Herta, que amargou o vice.

## IndyCar Series

### Harding Racing

#### 2018: estreia
Herta estreou na última prova da temporada de 2018 da IndyCar, em Sonoma, pela Harding Racing. Ele correu no carro 88, que foi do colombiano Gabby Chaves na maior parte da temporada, e estreou juntamente com seu rival da Indy Lights Pato O'Ward. Herta ficou em vigésimo em sua etapa de estreia, e viu o mexicano superá-lo novamente, já que O'Ward ficou no Top-10.

#### 2019: Primeiras vitórias

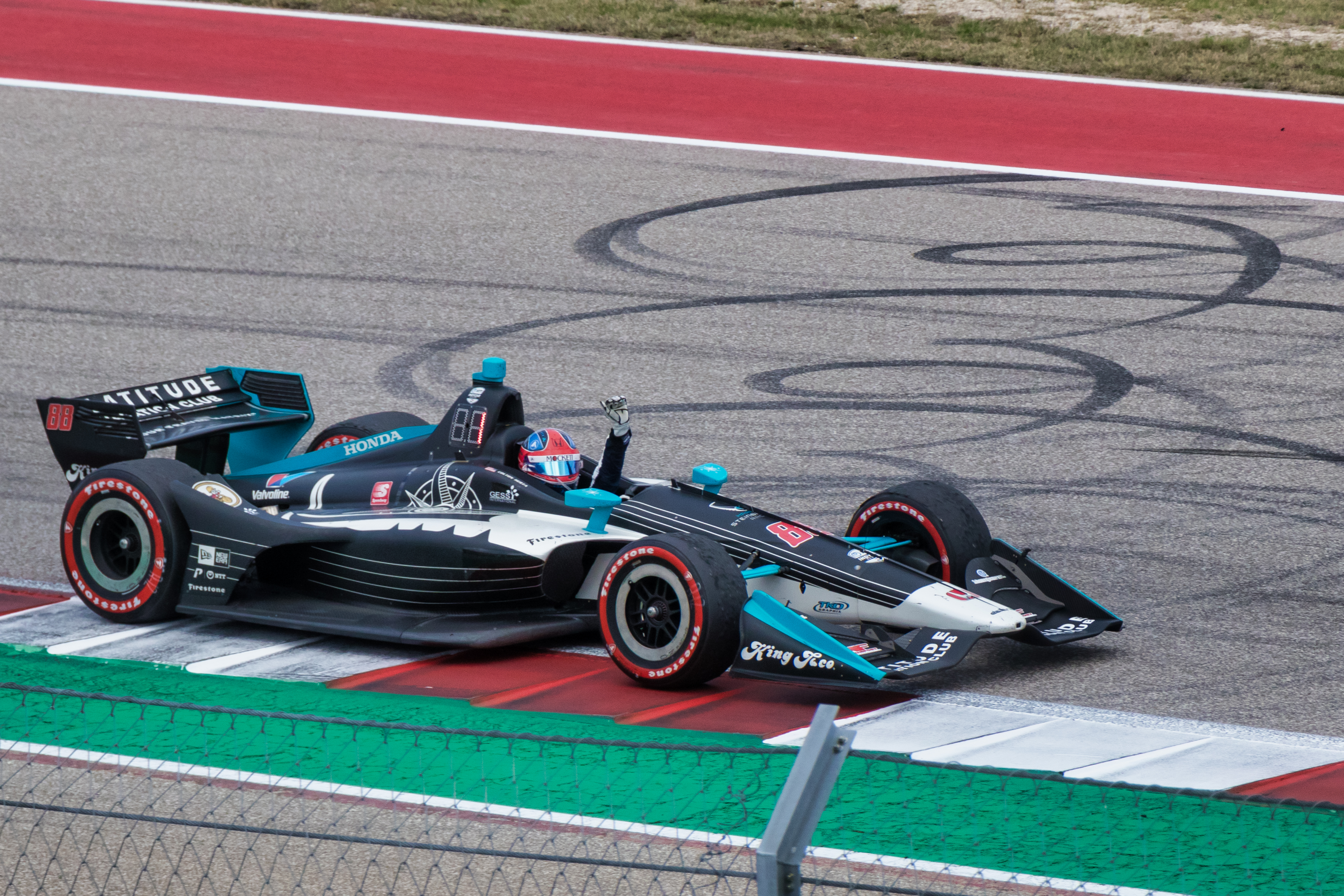
Colton Herta durante sua primeira vitória no Texas em 2019

Herta fez sua primeira temporada completa na Indy em 2019. Na abertura da temporada, homenageou o ex-piloto inglês Dan Wheldon com uma bandeira britânica em seu capacete. Explicou que, além de ter sido companheiro de equipe de seu pai, Wheldon foi importante em sua carreira. Já na segunda corrida, venceu no Circuito das Américas, tornando-se também o mais jovem piloto da história da categoria a obtê-la, com 18 anos, 11 meses e 25 dias. Ele venceu novamente em Laguna Seca, obter um quarto lugar e cinco top 10 adicionais. Mas ele abandonou seis corridas, incluindo um último lugar nas 500 Milhas de Indianápolis, que o deixou em sétimo lugar no campeonato e em segundo na classificação de Estreante do Ano, com 420 pontos, e apenas cinco atrás de Felix Rosenqvist.

### Andretti

#### 2020-21: evolução

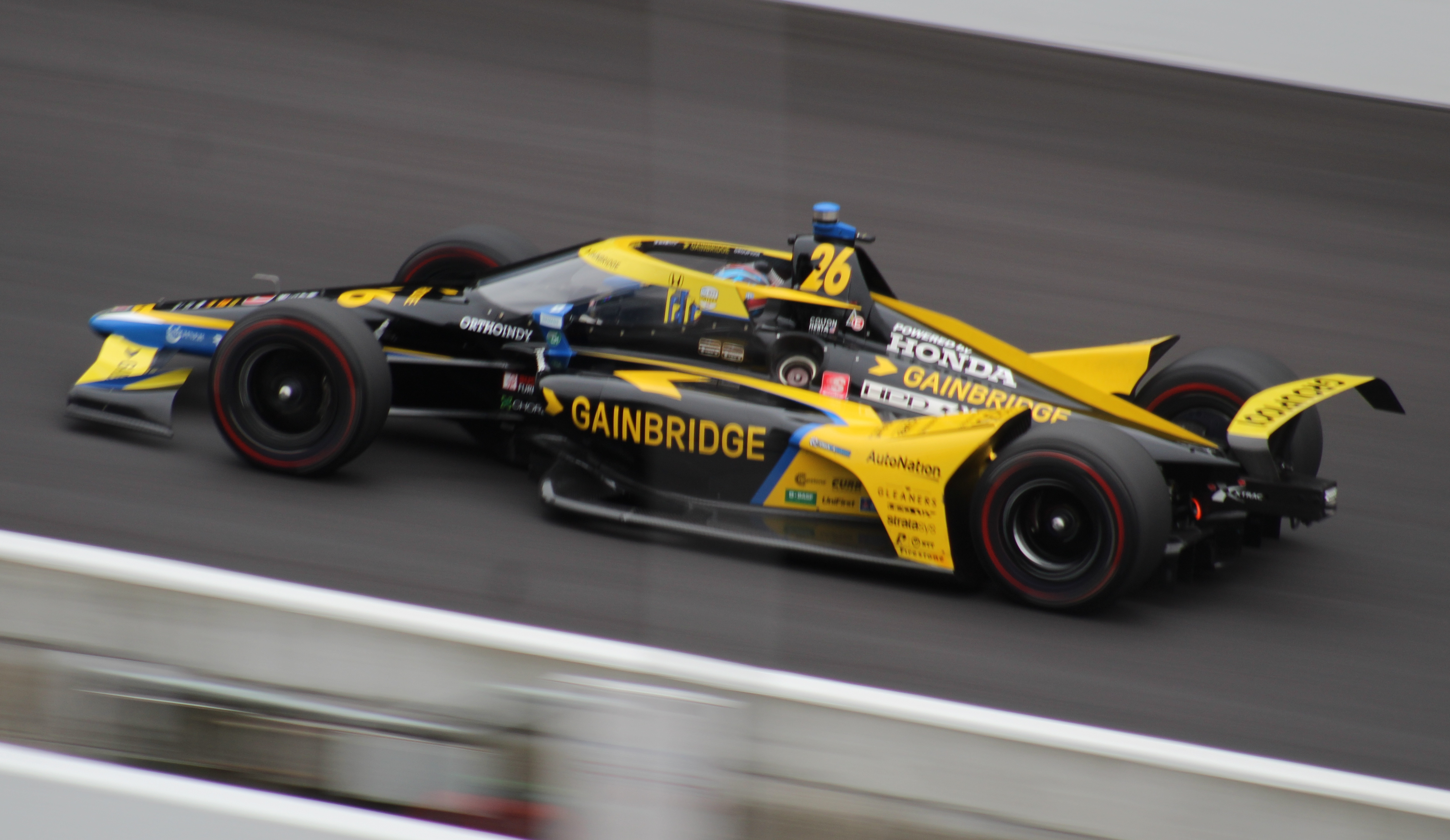
Herta guiando a Andretti nº 26 nas 500 Milhas de Indianápolis de 2021

A Harding se fundiu com a Andretti, e Herta seguiu com a equipe para 2020, com seu carro tendo a denominação Andretti-Harding Steinbrenner Autosport. Ele venceu na segunda corrida em Mid-Ohio e terminou em segundo na corrida 2 de Indianápolis. Nas 14 provas da temporada, Herta esteve no Top-5 por sete vezes, e ainda ficou em oitavo nas 500 Milhas de Indianápolis daquele ano, assim, ele ficou em terceiro lugar no campeonato, somando 421 pontos, ficando 100 pontos atrás do vice-campeão Josef Newgarden e 116 atrás do campeão, Scott Dixon.
Em 2021, Herta passou a correr com o carro de número 26 e venceu três vezes: em São Petersburgo, Laguna Seca e Long Beach, fazendo mais um segundo lugar em Road America e um terceiro lugar em Indianápolis. Com isso, o norte-americano ficou em quinto, acumulando 455 pontos.

#### 2022-23: dificuldades e jejum de vitórias
Seu desempenho fez com que ele fosse especulado na Fórmula 1, mas Herta seguiu na Indy e na Andretti para 2022. Nesse ano, ele teve apenas uma vitória em Indianápolis, que o piloto classificou como a "mais difícil" de sua carreira, e um segundo lugar em Toronto, estando mais três vezes no Top-5 e totalizando oito provas no Top-10. No geral, foi uma temporada difícil, marcada por erros e abandonos de Herta, especialmente nas etapas iniciais, com a de Long Beach sendo a mais marcante. Herta largou na pole, mas bateu após perder a liderança. Com isso, Colton finalizou o ano em décimo, com 381 pontos.

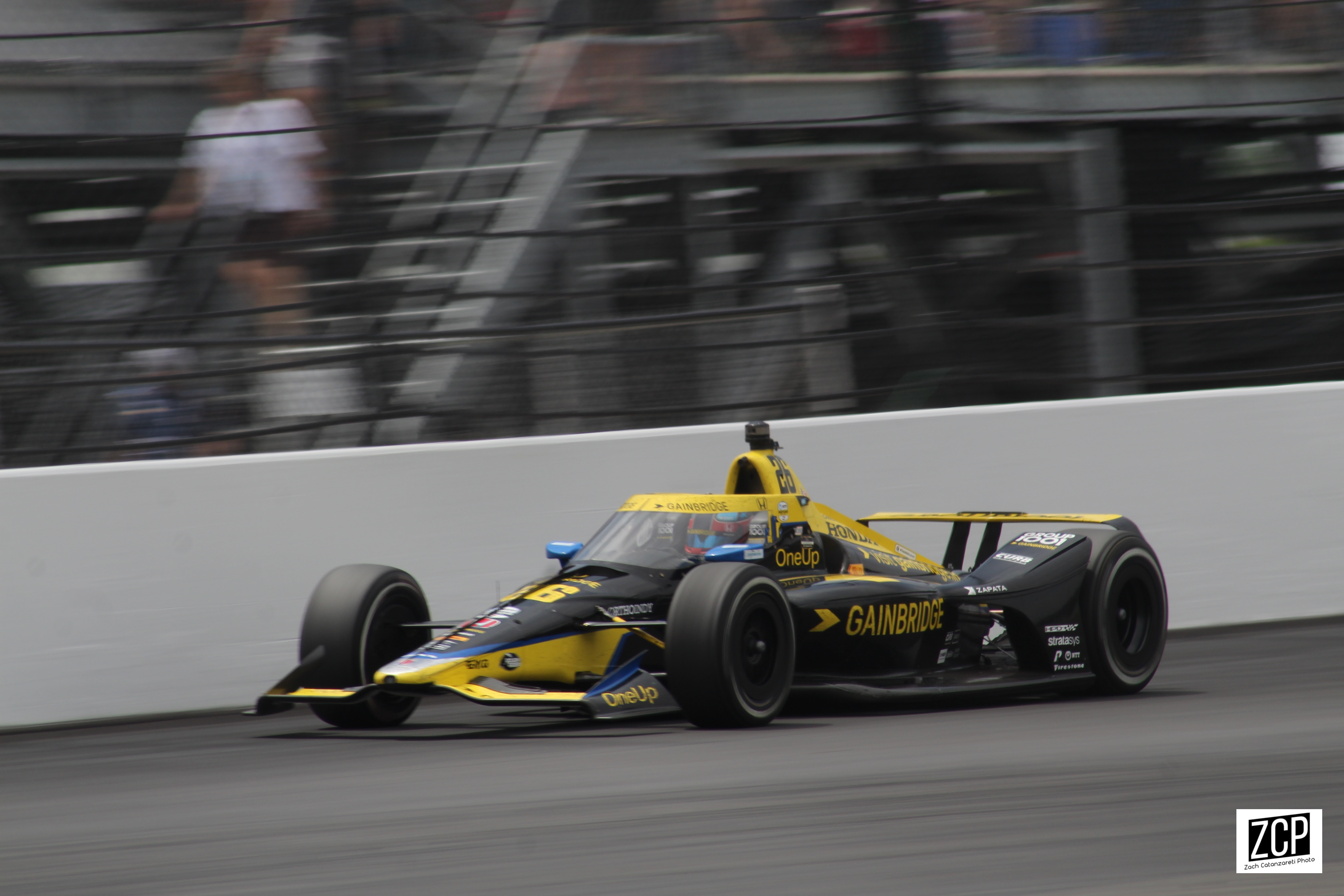
Colton Herta nas 500 Milhas de Indianápolis de 2023

O ano de 2023 de Herta teve três corridas no Top-5, incluindo um pódio em Toronto. Ele também conquistou poles consecutivas em Mid-Ohio e Road America, onde também lideraria a maioria das voltas. Esta última provou ser o mais próximo que Herta chegaria de uma vitória em 2023, dominando a corrida antes de cair para 5º devido a uma estratégia ruim, forçando-o a economizar combustível para chegar ao final. Ao final do ano, Herta ficou mais mais vez em 10º lugar na classificação, prejudicado por dois abandonos em Nashville e Laguna Seca. Posteriormente, ele classificou 2023 como seu "pior ano na Indy".

#### 2024: vice-campeonato
Herta começou 2024 estando entre os cinco primeiros colocados nas primeiras cinco corridas, incluindo pódios em São Petersburgo e Long Beach. Ele lutou contra azar e problemas de desempenho após as 500 Milhas de Indianápolis, embora tenha conseguido outro pódio em Laguna Seca e sua primeira pole position em um oval em Iowa. Herta finalmente se destacou em Toronto, se classificando na pole e vencendo sua primeira corrida em dois anos. Na corrida final da temporada no Nashville Superspeedway, Herta se destacou e conquistou sua primeira vitória em um oval, garantindo o vice-campeonato com 970 pontos, seu maior resultado até agora. Herta também se tornou o piloto da Andretti com maior pontuação na era moderna da IndyCar desde Ryan Hunter-Reay em 2012.

## SportsCar

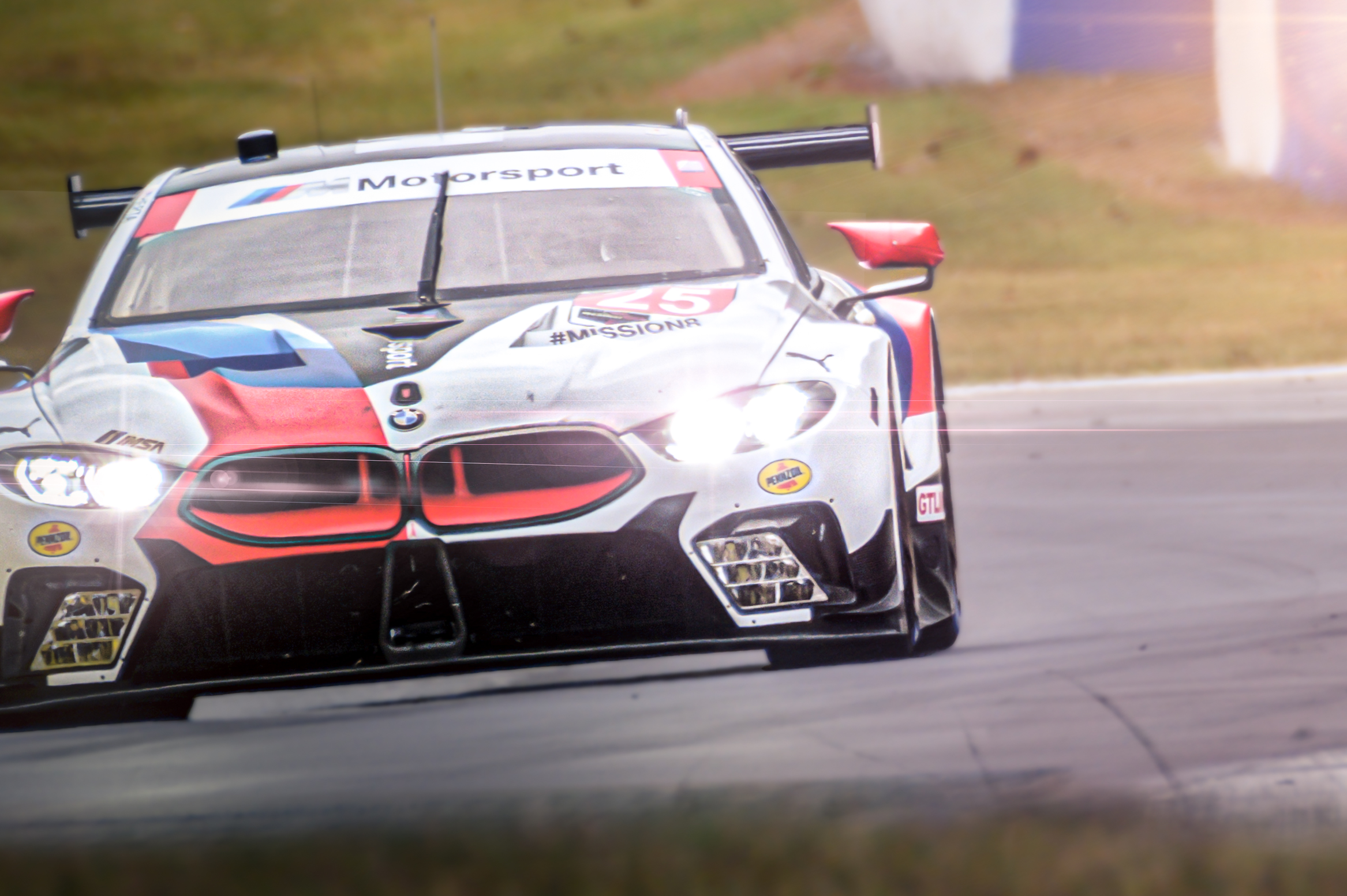
BMW M8 GTE que Herta pilotou na Petit Le Mans de 2019

Herta participou das 24 Horas de Daytona de 2019 em um BMW M8 GTE pela Rahal Letterman Lanigan Racing no WeatherTech SportsCar Championship. Ele, junto com os copilotos Connor De Phillippi, Augusto Farfus e Philipp Eng, vencendo a corrida na classe GTLM. Herta também marcou presença nas 12 Horas de Sebring, ficando em sétimo, e apareceu no pódio novamente na Petit Le Mans, formando trio nessas duas provas com Tom Blomqvist e De Phillippi.
Herta voltou a Daytona para participar da edição de 2022, em parceria com os pilotos da IndyCar Pato O'Ward e Devlin DeFrancesco, juntamente com Eric Lux pela equipe DragonSpeed na classe LMP2. O quarteto venceu depois que Herta assumiu a liderança nos 11 minutos finais da corrida.
No final de 2022, Herta foi confirmado como um dos pilotos do novo protótipo BMW M Hybrid V8 a ser escalado por Rahal Letterman Lannigan durante o Campeonato IMSA de 2023. Em seu retorno a Daytona, ele ficou em sexto lugar.
Venceu as 12 Horas de Sebring em 2024 pela equipe Wayne Taylor Racing with Andretti, pilotando um Acura ARX-06 LMDh, junto de Jordan Taylor e Louis Delétraz. Herta também esteve no pódio em Daytona, na qual seu grupo ganhou a presença de Jenson Button, e ficou em sétimo na Petit Le Mans.

## Fórmula 1
Com a tentativa de compra da Sauber pela Andretti Autosport, Herta era o candidato favorito para se juntar à Fórmula 1 com a Alfa Romeo para a temporada de 2022 em parceria com Valtteri Bottas. Ele conseguiu moldar o assento e fazer um teste com o simulador na base da equipe em Hinwil, Suíça, onde, de acordo com vários relatos, incluindo o de Mario Andretti, ele estabeleceu tempos mais rápidos do que Kimi Räikkönen e Antonio Giovinazzi, que formavam a atual dupla da Alfa Romeo em 2021. Um acordo preliminar foi alcançado com a Ferrari para realizar um teste de 300 km com um carro de Fórmula 1 para que Herta pudesse participar dos treinos livres nos Estados Unidos, Cidade do México e São Paulo. No entanto, esses testes nunca aconteceram e as negociações entre Andretti e Sauber fracassaram no final de 2021, a compra nunca ocorreu e a Alfa Romeo contratou Zhou Guanyu para 2022.
Em março de 2022, Herta foi contratado pela McLaren como piloto de desenvolvimento na temporada de 2022 para testar o MCL35M de 2021. Ele participou de seu primeiro test drive de 11 a 13 de julho no Autódromo Internacional do Algarve em Portimão, cujos resultados teriam "impressionado seriamente" os especialistas da equipe.
Em 2022, a Red Bull começou a mostrar interesse em ter Herta como piloto da AlphaTauri para 2023. No entanto, Herta não tinha pontos suficientes para obter uma superlicença, necessária para poder competir na Fórmula 1. A Red Bull começou os esforços para obtê-la pedindo à FIA que considerasse abrir uma exceção para Herta. A equipe austríaca chegou a um acordo com a Alpine para que Herta fosse incluído nos testes com seus carros de Fórmula 1 em setembro na Hungria, que a equipe francesa estava organizando para escolher seu piloto em 2023. A Alpine aceitaria, para que Herta pudesse ganhar alguns pontos extras em sua superlicença e que o piloto da AlphaTauri, Pierre Gasly, estivesse livre para se juntar à equipe francesa. No final das contas, a FIA se recusou a abrir uma exceção para Herta, a Red Bull abandonaria seus esforços para trazer o piloto americano para a Fórmula 1 e Herta não participou dos testes com a Alpine.

## Vida Pessoal
Colton Herta é filho do ex-piloto Bryan Herta com Janette Michele Herta (nascida Fountaine). Seu pai foi piloto da Champ Car e da Indy entre 1994 e 2006, chegando a correr pela Andretti nos anos finais de sua carreira. Bryan também já teve sua própria equipe, a Bryan Herta Autosport, que se fundiu com a Andretti em 2016, e chegou a trabalhar como estrategista de seu próprio filho em 2021. Colton tem dois irmãos chamados Calysta e Caden. Colton toca bateria e é membro da banda indie punk rock The Zibs, que ele formou em 2018 com seus amigos de escola Jon Graber e Chris Broadbent.